# Hylochoerus meinertzhageni
Hylochoerus · Hylochère
Genre
Espèce
Statut de conservation UICN

 LC  : Préoccupation mineure
Hylochoerus meinertzhageni, l'Hylochère, unique représentant du genre Hylochoerus, est une espèce de mammifères de la sous-famille des Suinae.

## Systématique
Le genre Hylochoerus et l'espèce Hylochoerus meinertzhageni ont été décrits en 1904 par le mammalogiste britannique Oldfield Thomas (1858-1929),.

## Liste des sous-espèces
Selon Mammal Species of the World (version 3, 2005)  (30 novembre 2022) :
- sous-espèce Hylochoerus meinertzhageni ivoriensis Bouet & Neuville, 1930
- sous-espèce Hylochoerus meinertzhageni meinertzhageni Thomas, 1904
- sous-espèce Hylochoerus meinertzhageni rimator Thomas, 1906

## Description
- Longueur du corps : 130-210 cm
- Hauteur au garrot : 75-110 cm
- Longueur de la queue : 25-45 cm
- Poids : 100-275 kg

## Reproduction
- Durée de gestation : 149-154 jours

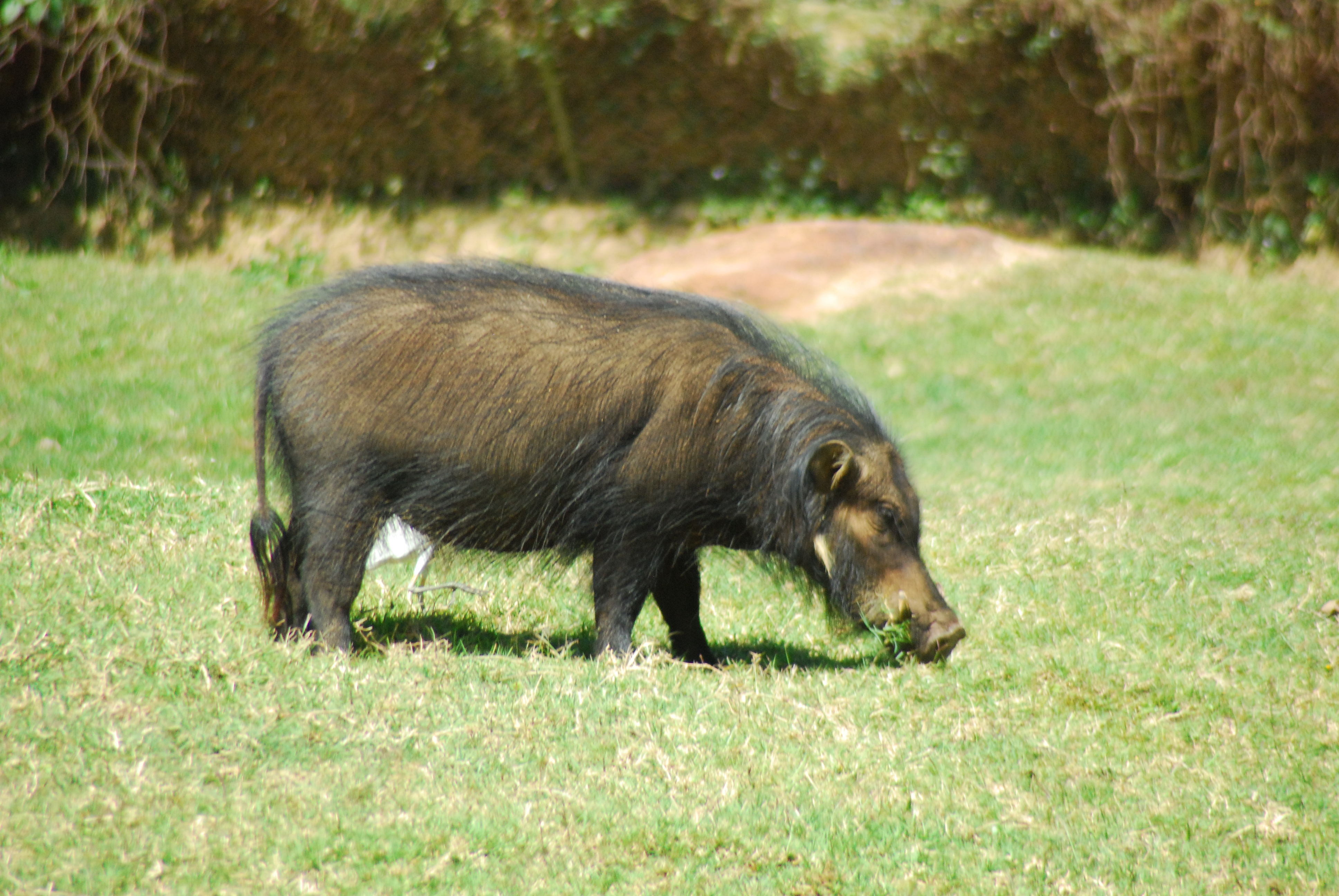
Un hylochère en Ouganda.

- Taille de la portée : 2-6, rarement jusqu’à 11
- Sevrage : 8-10 semaines
- Maturité sexuelle : femelles à 12 mois, mâles à 3-4 ans
- Durée de vie : 12 ans

Les naissances s'étalent de janvier à août, avant la saison des pluies. Avant la mise bas, les femelles quittent le groupe et construisent un nid pour leurs nouveau-nés. Une semaine seulement après la naissance, la femelle rejoint son groupe accompagnée de sa portée. Les jeunes peuvent ainsi être élevés et protégés par l'ensemble de la troupe.

## Écologie et comportement
L'Hylochère est une créature craintive et difficile à observer. Les données sur son comportement en milieu sauvage restent rares. On note toutefois qu'ils sont de mœurs nocturnes et vivent en groupe de six à quatorze individus sous la dominance d'un mâle. Les jeunes mâles forment des groupes satellites de célibataires. Ces animaux peuvent parcourir un territoire de 8 à 12 km par jour.

## Distribution géographique

H. m. ivoriensis
H. m. rimator
H. m. meinertzhageni

De la Guinée au Ghana ; de l'est du Nigeria jusqu'au Kenya et au nord de la Tanzanie ; sud-ouest de l'Éthiopie.

## Statut
L'Hylochère doit faire face à une chasse importante et à une réduction continue de son habitat. Cependant, la taille de la population ne semble pas diminuer. La sous-espèce Hylochoerus meinertzhageni ivoriensis est inscrite par l’UICN comme espèce vulnérable. Au Gabon, l'hylochère est une espèce intégralement protégée (voir article 92 du code forestier du Gabon et annexe 1 du décret 164/PR/MEF du 19 janvier 2011 relatif au classement et aux latitudes d’abattage des espèces animales). 

## Étymologie
Son épithète spécifique, meinertzhageni, lui a été donnée en l'honneur de l'officier et ornithologue britannique Richard Meinertzhagen (1878-1967) qui avait entendu parler de cette espèce et qui a fini par en obtenir des spécimens provenant du mont Kenya.

## Publication originale
- (en) Oldfield Thomas, « On Hylochœrus, the Forest-Pig of Central Africa », Proceedings of the Zoological Society of London, Londres, ZSL, vol. 1904, no 2,‎ 13 octobre 1904, p. 193-199 (ISSN 0370-2774, OCLC 1779524, BNF 32843178, lire en ligne).